# Roberto Leoni
Roberto Leoni (Roma, 16 novembre 1940 – Roma, 5 marzo 2024) è stato uno scrittore, sceneggiatore e regista italiano.
Scrisse più di 70 sceneggiature, tra le quali quelle di alcuni film cult come Santa Sangre di Alejandro Jodorowsky – definito dalla rivista Empire uno tra i 500 migliori film della storia del cinema selezione ed evento speciale al Festival di Cannes ed evento speciale al Festival di Locarno –, Mio caro assassino di Tonino Valerii – uno dei migliori gialli all'italiana secondo Quentin Tarantino –, il gangster movie internazionale Un uomo da rispettare con Kirk Douglas, il "western crepuscolare" California con Giuliano Gemma, definito da Morando Morandini "degno di Sergio Leone" e infine il film comico Vieni avanti cretino di Luciano Salce con Lino Banfi.

## Biografia
Roberto Leoni nacque il 16 novembre 1940 a Roma, dove svolse gli studi classici e iniziò a pubblicare raccolte di poesie e di racconti ottenendo il premio della cultura della Presidenza del Consiglio dei Ministri. Durante gli anni universitari alla facoltà di giurisprudenza, Vittorio Gassman, Giorgio Albertazzi e Marisa Fabbri gli assegnarono una borsa di studio per il C.U.T. (Centro Universitario Teatrale). Il suo racconto Grottesco Fantacapitalistico a Sintassi Cinematografica venne acquistato dal produttore Giuseppe Zaccariello per la realizzazione del film Eat It interpretato da Frank Wolff e dall'esordiente Paolo Villaggio.
Dopo tale esordio, scrisse per il cinema, ma anche per la radio prendendo il posto di Gianfranco Micali alla guida di Oggi è un altro giorno, il programma d'apertura quotidiano alle 6 del mattino delle trasmissioni di Radio 1 e diventando anche la "voce dell'Italia nel mondo" di Rai International nella trasmissione Notturno Italiano. Per il teatro nel 2020 tornò a scrivere e dirigere per il palcoscenico grazie ad Andrea Pergolari che oltre ad essere autore di numerosi testi sul cinema, fu anche il direttore artistico del teatro Le Sedie di Roma e poi per la televisione, insieme a Paolo Calissano, Mauro Graiani e Maurizio Gregorini, ideò e scrisse il soggetto della serie televisiva Gente di mare prodotta da Rai Fiction, Palomar di Carlo Degli Esposti e Sony Pictures Television.
Leoni fu anche regista e autore di film per la TV e per il cinema (tra cui Favola crudele con John Savage e Claudia Gerini e Dalla parte giusta con Catherine Spaak, Luca Ward e Myriam Catania) ed anche di cortometraggi contro la droga, contro le discriminazioni e contro i femminicidi come A Heart in the Drawer con il patrocinio di Amnesty International Italia.
Recensì film in uscita e classici nel suo talk show con più di 450.000 visualizzazioni Roberto Leoni Movie Reviews.
Il suo ultimo film fu il thriller metafisico De Serpentis Munere - Il dono del serpente, prodotto da Mario D'Andrea, con Guglielmo Scilla, Alexandra Dinu, Benjamin Stender e Valentina Reggio.
Morì a Roma il 5 marzo 2024 all'età di 83 anni.

## Filmografia

### Regista

#### Cinema
- Es Knallt - und die Engel singen (1974) as Butch Lion
- Favola crudele (1991)
- Dalla parte giusta (2005)
- Terminal – cortometraggio (2009)
- Miss Wolf and the Lamb – cortometraggio (2012)
- The Gypsy Angel – cortometraggio (2014)
- A Heart in the Drawer – cortometraggio (2016)
- Memory Island – cortometraggio (2019)
- De Serpentis Munere (2020)

#### Televisione
- The Guardians (1975)
- I grandi artisti – serie TV, 18 episodi (2007)

### Sceneggiatore

#### Cinema
- Eat It, regia di Francesco Casaretti (1968)
- Mio caro assassino, regia di Tonino Valerii (1972)
- Un uomo da rispettare, regia di Michele Lupo (1972)
- Il gatto di Brooklyn aspirante detective, regia di Oscar Brazzi (1973)
- Es Knallt - und die Engel singen (1974) as Butch Lion
- Come una rosa al naso, regia di Franco Rossi (1976)
- Il letto in piazza, regia di Bruno Gaburro (1976)
- Gli esecutori, regia di Maurizio Lucidi (1976)
- California, regia di Michele Lupo (1977)
- Come perdere una moglie... e trovare un'amante, regia di Pasquale Festa Campanile (1978)
- Vieni avanti cretino, regia di Luciano Salce (1982)
- Buona come il pane, regia di Riccardo Sesani (1982)
- Gian Burrasca, regia di Pier Francesco Pingitore (1983)
- L'ultimo guerriero, regia di Romolo Guerrieri (1984)
- Squadra selvaggia (I cinque del Condor), regia di Umberto Lenzi (1985)
- Vediamoci chiaro, regia di Luciano Salce (1985)
- Carabinieri si nasce, regia di Mariano Laurenti (1985)
- Una donna da scoprire, regia di Riccardo Sesani (1986)
- Luci lontane, regia di Aurelio Chiesa (1987)
- La sporca insegna del coraggio, regia di Tonino Valerii (1987)
- Eroi dell'inferno, regia di Stelvio Massi (1987)
- Santa Sangre, regia di Alejandro Jodorowsky (1989)
- Spogliando Valeria, regia di Bruno Gaburro (1989)
- Casablanca Express, regia di Sergio Martino (1989)
- American Risciò, regia di Sergio Martino (1990)
- Favola crudele (1991)
- 18.000 giorni fa, regia di Gabriella Gabrielli (1993)
- Nefertiti, figlia del sole, regia di Guy Gilles (1995)
- Frigidaire - Il film, regia di Giorgio Fabris (1998)
- L'uomo della fortuna, regia di Silvia Saraceno (2000)
- Si fa presto a dire amore, regia di Enrico Brignano (2000)
- Gioco con la morte, regia di Maurizio Longhi (2001)
- Dalla parte giusta, regia di Roberto Leoni (2005)
- Anita - Una vita per Garibaldi, regia di Aurelio Grimaldi (2007)
- Terminal – cortometraggio (2009)
- Miss Wolf and the Lamb – cortometraggio (2012)
- The Gypsy Angel – cortometraggio (2014)
- A Heart in the Drawer – cortometraggio (2016)
- Memory Island – cortometraggio (2019)
- De Serpentis Munere (2020)

#### Televisione
- The Guardians – film TV (1975)
- Oceano – serie TV, 6 episodi (1989)
- A caro prezzo – film TV (1999)
- Gioco a incastro – film TV (2000)
- Gente di mare – serie TV, 26 episodi (2005)
- I grandi artisti – serie TV, 18 episodi (2007)

### Webserie
- Roberto Leoni Movie Reviews (2017-2022)

## Teatro

### Autore
- Incursioni amorose, regia di Denny Cecchini Teatro Petrolini, Roma (2007)

### Regista
- La cantatrice calva di Eugene Ionesco, Roma
- Aspettando Godot di Samuel Beckett, Roma
- Ricorda con rabbia di John Osborne, Roma
- Il castello di cristallo di Bianca Ara Teatro Lo Spazio, Roma (2018)

### Autore e regista
- Middle Age on the Road adattamento da François Villon, Roma
- Misteri medievali adattamento da Jacopone da Todi, Roma
- Friends Dinner Teatro Castel Gandolfo (2000)
- La rimpatriata Teatro Bobbio, Trieste (2006)
- La rimpatriata Teatro Le Sedie, Roma (2020)
- L'irrealtà quotidiana con Giovanni Visentin[18] Teatro Le Sedie, Roma (2021)
- Il distacco Teatro Le Sedie, Roma (2022)
- Miracoli[19] Teatro Le Sedie, Roma (2022/2023)
- Racconti à la carte Teatro Le Sedie, Roma (2023)
- Racconti à la carte 2 Teatro Le Sedie, Roma (2023)

## Radio

### Ideatore, autore e conduttore
- Oggi è un altro giorno 200 ore RAI Radio 1 (1992-1995)
- Trastevere radiodramma Radio 1 (1996)
- Martedí grasso radiodramma Radio 1 (1996)
- L'ombelico di Dorotea radiodramma RAI Radio 1 (1996)
- La telefonata radiodramma RAI Radio 1 (1996)
- Una voce dal mare radiodramma RAI Radio 1 (1996)
- Racconti ad occhi aperti... nella notte rubrica di racconti RAI Radio 1 (1996)
- Notturno Italiano 300 ore Rai International - RAI Radio 1 (1997-2000)

## Pubblicazioni
- Autodafé (poesie) Biblioteca Internazionale 1970[20]
- Racconti ad occhi aperti Reverdito Editore 1992
- A Dance with Destiny Senise Entertainment 1998[21]
- Le Amazzoni Olympus Film 2007
- L'isola di Caino/Cain's Island Giulio Perrone 2008 presentato da Paolo Di Paolo
- Per sempre e un giorno - racconti d'amore ai confini della realtà MDL Creations 2015
- Il cuore nel cratere Youcanprint 2022

## Riconoscimenti
- Premio Letterario Franco Loi Città di Grottammare[22]
- Premio Letterario Città di Livorno
- Premio Letterario Città di Ascoli Piceno
- Premio Leo Costantino Rozzi
- Switzerland Literary Prize
- Premio Percorsi letterari dal Golfo dei Poeti Shelley e Byron
- Concorso letterario nazionale 88.88